# TEAN International 2008
Il TEAN International 2008 è stato un torneo di tennis facente parte della categoria ATP Challenger Series nell'ambito dell'ATP Challenger Series 2008. Il torneo si è giocato a Alphen aan den Rijn in Paesi Bassi dal 1° al 7 settembre 2008 su campi in terra rossa e aveva un montepremi di $50 000.

## Vincitori

### Singolare
Simon Greul ha battuto in finale  Iván Navarro con il punteggio di 6–4, 6–3

### Doppio
Rameez Junaid /  Philipp Marx hanno battuto in finale  Bart Beks /  Matwé Middelkoop con il punteggio di 6–3, 6–2